# 拉萨尔萨
拉萨尔萨，是西班牙埃斯特雷马杜拉巴达霍斯省的一个市镇。总面积63平方公里，总人口3615人（2001年），人口密度57人/平方公里。